# Kanton Auxerre-3
Auxerre-3 is een kanton van het Franse departement Yonne. Het kanton maakt deel uit van het arrondissement Auxerre.
 Het telt  14.897 inwoners in 2018.

Het kanton Auxerre-3 werd gevormd ingevolge het decreet van 13 februari 2014 met uitwerking op 22 maart 2015. 

## Gemeenten
Het kanton omvat volgende gemeenten :
- Augy
- Auxerre (oostelijk deel) (hoofdplaats)
- Bleigny-le-Carreau
- Champs-sur-Yonne
- Quenne
- Saint-Bris-le-Vineux
- Venoy